# 78 (szám)
A 78 (hetvennyolc) a 77 és 79 között található természetes szám.

## A szám a matematikában
A tízes számrendszerbeli 78-as a kettes számrendszerben 1001110, a nyolcas számrendszerben 116, a tizenhatos számrendszerben 4E alakban írható fel.
A 78 páros szám, összetett szám, szfenikus szám. 
Kanonikus alakban a 2 · 3 · 13 szorzattal, normálalakban a 7,8 · 101 szorzattal írható fel. Nyolc osztója van a természetes számok halmazán, ezek növekvő sorrendben: 1, 2, 3, 6, 13, 26, 39 és 78.
Háromszögszám.
A 77-tel Ruth–Aaron-párt alkot.
Mivel található olyan 78 egymást követő egész szám, amelynél minden belső számnak van közös prímtényezője akár az első, akár az utolsó taggal, a 78 Erdős–Woods-szám.
A 78 egyetlen szám valódiosztóösszeg-függvényeként áll elő, ez a 66.

## A tudományban
- A periódusos rendszer 78. eleme a platina.